# Селевкинский сельсовет
Селевкинский сельсовет — упразднённая административно-территориальная единица, существовавшая на территории Московской губернии и Московской области до 1939 года.
Селевкинский сельсовет был образован в первые годы советской власти. По данным 1918 года он входил в состав Деденевской волости Дмитровского уезда Московской губернии.
По данным 1926 года в состав сельсовета входили сёла Морозово и Селевкино-Карцево, деревни Андреиха, Голенищево, Лотосово и Селевкино-Юрьево, а также совхоз артели «Культура».
В 1929 году Селевкинский с/с был отнесён к Дмитровскому району Московского округа Московской области.
17 июля 1939 года Селевкинский с/с был упразднён. При этом селения Андреиха, Морозово, Селевкино-Карцево и Селевкино-Юрьево были переданы в Игнатовский с/с; Лотосово — в Гришинский с/с; Голенищево — в Протасовский с/с.